# Aventures dans les îles
Aventures dans les îles (Adventures in Paradise) est une série télévisée américaine en 91 épisodes de 52 minutes, en noir et blanc, créée par James A. Michener et diffusée entre le 5 octobre 1959 et le 1er avril 1962 sur le réseau ABC.
En France, seulement 41 épisodes de la série ont été diffusés du 11 février 1961 au 13 mars 1966 sur RTF Télévision, devenu la première chaîne de l'ORTF, puis rediffusée sur TF1 du 11 janvier 1985 au 17 mai 1985, puis sur M6 entre le 11 mars et le 5 avril 1991. 
Au Québec, elle a été diffusée à partir du 20 février 1961 à Télé-Métropole.

## Synopsis
Les aventures romanesques et policières d'Armand Troy, vétéran de la guerre de Corée ayant décidé de rester dans le Pacifique après le conflit. Propriétaire d'une goélette (le Tiki), il gagne sa vie en transportant passagers et marchandises dans les îles du Pacifique Sud. Outre ses péripéties maritimes, le capitaine Troy est réputé pour ses nombreuses conquêtes féminines...

## Fiche technique
- Titre original : Adventures in Paradise
- Titre français : Aventures dans les îles
- Réalisateur : Felix E. Feist, Józef Lejtes, Robert Florey, Jacques Tourneur
- Scénaristes : James Michener, William Froug, Gene Levitt, John Kneubuh
- Musique : Lionel Newman, Irving Gertz
  - Générique : Dorcas Cochran, Lionel Newman, Max Steiner (compositeur)
- Production : Martin Manulis, Richard Goldstone, Art Wallace, Gene Levitt
- Sociétés de production : 20th Century Fox Television, Jaymar Productions, Martin Manulis Productions
- Pays d'origine : États-Unis
- Langue : anglais
- Nombre d'épisodes : 91 épisodes (3 saisons)
- Durée : 52 minutes

## Distribution
- Gardner McKay (VF : Hubert Noël) : Capitaine Armand Troy (Adam Troy en version originale)
- James Holden : Clay Baker (saisons 2 et 3)
- Lani Kai : Kelly Kelimanaha (saisons 2 et 3)
- Guy Stockwell : Chris Parker (saison 3)
- Weaver Levy : Oliver Lee (saison 1)
- Marcel Hillaire : Inspecteur Bouchard (17 épisodes, saisons 2 et 3)
- George Tobias : Trader Penrose (10 épisodes, saison 2)
- Henry Slate : Bulldog Lovey (7 épisodes, saison 1)
- Sondi Sodsai (en) : Sondi (6 épisodes, saisons 1 et 2)
- Linda Lawson : Renée (6 épisodes, saisons 1 et 2)
- Bruce Gordon : Red Munce / Stevens (2 épisodes, 1961)

## Origine et production
La série a été largement inspirée du roman Pacifique Sud (1948) de James A. Michener. L'auteur collabora même au script dans les premiers épisodes.

## Épisodes

### Première saison (1959-1960)
1. La Fosse du silence (The Pit of Silence)
2. La Perle noire (The Black Pearl)
3. Le Mirage (Paradise Lost)
4. La Dame de Chicago (Lady from South Chicago)
5. L'Épave (The Derelict)
6. Safari en mer (Safari at Sea)
7. Mission à Manille (Mission to Manila)
8. Les Naufragés (The Raft)
9. Péril (Peril at Pitcairn)
10. Le Rideau de bambou (The Bamboo Curtain)
11. Hantise (The Haunted)
12. Le Taikun (Somewhere South of Suva)
13. Les Scélérats (Castaways)
14. Le Sceau de l'archer (The Archer's Ring)
15. Le Paria (Nightmare on Napuka)
16. Les Rapaces (Walk Through the Night)
17. Judith (Judith)
18. Le Venin (The Color of Venom)
19. Eden (Isle of Eden)
20. Les Exilés (Prisoner in Paradise)
21. Les Aventuriers (The Siege of Troy)
22. Une certaine île (There Is An Island)
23. L’Orgueilleuse (The Amazon)
24. Croisière tragique (The Violent Journey)
25. Mer interdite (The Forbidden Sea)
26. La Passagère clandestine (Passage to Tua)
27. Les Coupeurs de tête (Heads You Lose)
28. Le Plongeon de la mort (The Death-Divers)
29. Les Chasseurs d'épaves (Beached)
30. La Jeune Veuve (Whip Fight)

### Deuxième saison (1960-1961)
1. Trafic dans les îles (Open for Diving)
2. Les Intrus (The Intruders)
3. Le Combat (Once Around the Circuit)
4. Illusions perdues (Away from It All)
5. La Rançon (The Irishmen)
6. L’Ambre gris (A Whale of a Tale)
7. L'Île des maudits (Hangman's Island)
8. Pour une perle (One Little Pearl)
9. La Grande Vague (The Big Surf)
10. L’Illusionniste (Daughter of Illusion)
11. Les Sirènes (Sink or Swim)
12. Les Suspects (Incident in Suva)
13. La Chasse au trésor (Treasure Hunt)
14. L'Odyssée de Penrose (The Perils of Penrose)
15. Le Paradis de M. Flotsam (Mister Flotsam)
16. Meurtre à Tenoa (The Good Killing)
17. Le Requin (Man Eater)
18. Jeux de pirates (Act of Piracy)
19. L'Étrange Capitaine (Captain Butcher)
20. La Cage de plumes (The Feather Cloak)
21. L'Ange de la mort (Angel of Death)
22. Sylvia (Who Is Sylvia?)
23. La Cloche sacrée (The Wonderful Nightingale)
24. La Pierre de Jonas (The Jonah Stone)
25. Un soupçon de génie (A Touch of Genius)
26. Le Serpent dans le jardin (The Serpent in the Garden)
27. Vol à la petite semaine (A Penny a Day)
28. La Pêcheuse de perles (Wild Mangoes)
29. Jazz dans les îles (Adam San)
30. La Colline des fantômes (Hill of Ghosts)
31. La Dame des faubourgs (Flamin' Lady)
32. Angoisse (Errand of Mercy)
33. Le Commandant (Command at Sea)
34. L’Institutrice (Beach Head)
35. Cauchemar au soleil (Nightmare in the Sun)

### Troisième saison (1961-1962)
1. Rendez-vous à Tara-Bi (Appointment at Tara-Bi)
2. Héros malgré lui (The Reluctant Hero)
3. Vendetta (Vendetta)
4. Concours de beauté (Queens Back to Back)
5. Le Cercle fermé (The Closing Circle)
6. Le Héros (Show Me a Hero)
7. Un oncle sur mesure (The Pretender)
8. Obsession (The Fires of Kanau)
9. Menace contre inconnu (The Assassins)
10. Aller sans retour (One Way Ticket)
11. Le Jugement d'Armand Troy (The Trial of Adam Troy)
12. L'Héritage (The Inheritance)
13. Survivre (Survival)
14. La Tempête (Hurricane Audrey)
15. Il était une princesse… (Once There Was a Princess)
16. L'ennemi est à bord (The Velvet Trap)
17. Bouchard en vacances (Policeman's Holiday)
18. Chacun sa vérité (Please Believe Me)
19. Un gendre sur mesure (The Quest of Ambrose Feather)
20. Le Faux Coupable (Build My Gallows Low)
21. Le Fugitif (The Secret Place)
22. La Fille de la jungle (The Beach at Belle Anse)
23. Une fiancée pour le capitaine (A Bride for the Captain)
24. Le Marchand de rêves (The Dream Merchant)
25. Le Petit Passager (The Baby Sitters)
26. Pas de devis pour le bonheur (Blueprint for Paradise)

## Commentaires
Au terme de la troisième saison, Gardner McKay a décidé d’abandonner sa carrière d’acteur. Il a mis un terme à son contrat avec la 20th Century Fox. La même année, il a notamment refusé de figurer au générique du film américain Something's Got to Give qui devait être tourné par George Cukor, avec Marilyn Monroe.
En France, la série a connu un énorme succès. L'acteur en titre, Gardner McKay, y eut un immense nombre de fans (surtout féminines) à tel point qu’en 1963, la France invita l’acteur à venir à Paris pour lui remettre Le Trophée de la télévision (ancêtre des 7 d'or) ; à cette occasion, l'acteur y provoqua des émeutes. Gardner McKay revint dans la capitale française en 1964 pour enregistrer quatre disques en français.

## Produits dérivés de la série (France)

### BD
- Capitaine Troy - Aventures dans les îles : Adaptation en BD du feuilleton - Éditions : O.D.E.J. ; collection : Série Télévision ; Album no 49 ; 1965.

### Disques45 tours
- Quatre 45 tours ont été enregistrés en France par Gardner McKay : C'est vrai, L'Île Saint-Louis, L'Océan, Cala di Volpe ;
- Thème du feuilleton télévisé Aventures dans les îles - Captain Troy ; label : MGM ; référence : 63609 ; 45 tours ;
- Anton Valéry chante le thème de Les Aventures dans les îles - Label : Philips 432907 ; 45 tours EP NM[3].